# Давид Бічинашвілі
Давид Бічинашвілі (нім. David Bichinashvili, груз. დავით ბიჩინაშვილი; нар. 3 лютого 1975, Тбілісі) — німецький, український і грузинський борець вільного стилю, дворазовий срібний та дворазовий бронзовий призер чемпіонатів Європи, учасник трьох Олімпійських ігор.

## Біографія
Боротьбою почав займатися з 1986 року. На початку своєї спортивної кар'єри виступав за збірну Грузії. За цю країну виборов срібну медаль на чемпіонаті Європи 1993 року серед юніорів. З 1995 року почав виступи за збірну України. У її складі тричі здобував медалі Європейських першостей. У 1997 став бронзовим призером, а у 1998 і 2001 — срібним. З 2003 почав представляти на міжнародній арені збірну Німеччини. У її складі став бронзовим медалістом чемпіонату Європи 2008 року, був чемпіоном світу серед військовослужбовців у 2005. Тричі брав участь в Олімпіадах — двічі за Німеччину і один раз за Україну, але медалей не здобув.

## Спортивні результати на міжнародних змаганнях

### Виступи на Олімпіадах
| Змагання                                   | Збірна    | Вагова категорія          | Місце |
| ------------------------------------------ | --------- | ------------------------- | ----- |
| Боротьба на літніх Олімпійських іграх 2000 | Україна   | вільна боротьба, до 85 кг | 13    |
| Боротьба на літніх Олімпійських іграх 2004 | Німеччина | вільна боротьба, до 84 кг | 11    |
| Боротьба на літніх Олімпійських іграх 2008 | Німеччина | вільна боротьба, до 84 кг | 5     |

### Виступи на Чемпіонатах світу
| Змагання                        | Збірна    | Вагова категорія          | Місце |
| ------------------------------- | --------- | ------------------------- | ----- |
| Чемпіонат світу з боротьби 1997 | Україна   | вільна боротьба, до 76 кг | 10    |
| Чемпіонат світу з боротьби 1999 | Україна   | вільна боротьба, до 85 кг | 15    |
| Чемпіонат світу з боротьби 2001 | Україна   | вільна боротьба, до 85 кг | 23    |
| Чемпіонат світу з боротьби 2005 | Німеччина | вільна боротьба, до 84 кг | 23    |
| Чемпіонат світу з боротьби 2006 | Німеччина | вільна боротьба, до 84 кг | 9     |
| Чемпіонат світу з боротьби 2007 | Німеччина | вільна боротьба, до 84 кг | 7     |
| Чемпіонат світу з боротьби 2009 | Німеччина | вільна боротьба, до 84 кг | 32    |
| Чемпіонат світу з боротьби 2010 | Німеччина | вільна боротьба, до 84 кг | 16    |
| Чемпіонат світу з боротьби 2011 | Німеччина | вільна боротьба, до 84 кг | 17    |

### Виступи на Чемпіонатах Європи
| Змагання                         | Збірна    | Вагова категорія          | Місце  |
| -------------------------------- | --------- | ------------------------- | ------ |
| Чемпіонат Європи з боротьби 1997 | Україна   | вільна боротьба, до 85 кг | Бронза |
| Чемпіонат Європи з боротьби 1998 | Україна   | вільна боротьба, до 85 кг | Срібло |
| Чемпіонат Європи з боротьби 2001 | Україна   | вільна боротьба, до 85 кг | Срібло |
| Чемпіонат Європи з боротьби 2004 | Німеччина | вільна боротьба, до 84 кг | 6      |
| Чемпіонат Європи з боротьби 2005 | Німеччина | вільна боротьба, до 84 кг | 5      |
| Чемпіонат Європи з боротьби 2006 | Німеччина | вільна боротьба, до 84 кг | 5      |
| Чемпіонат Європи з боротьби 2008 | Німеччина | вільна боротьба, до 84 кг | Бронза |
| Чемпіонат Європи з боротьби 2011 | Німеччина | вільна боротьба, до 84 кг | 22     |

### Виступи на Кубках світу
| Змагання                    | Збірна    | Вагова категорія          | Місце |
| --------------------------- | --------- | ------------------------- | ----- |
| Кубок світу з боротьби 2003 | Німеччина | вільна боротьба, до 84 кг | 5     |

### Виступи на інших змаганнях
| Змагання                                                         | Збірна    | Вагова категорія          | Місце  |
| ---------------------------------------------------------------- | --------- | ------------------------- | ------ |
| Гран-прі Німеччини з боротьби 1996                               | Україна   | вільна боротьба, до 82 кг | 6      |
| Гран-прі Німеччини з боротьби 1999                               | Німеччина | вільна боротьба, до 85 кг | 5      |
| Олімпійський кваліфікаційний турнір з боротьби 2000 (Мінськ)     | Україна   | вільна боротьба, до 85 кг | Золото |
| Олімпійський кваліфікаційний турнір з боротьби 2000 (Токіо)      | Україна   | вільна боротьба, до 85 кг | Золото |
| Гран-прі Німеччини з боротьби 2003                               | Німеччина | вільна боротьба, до 84 кг | Бронза |
| Олімпійський кваліфікаційний турнір з боротьби 2004 (Братислава) | Німеччина | вільна боротьба, до 84 кг | 7      |
| Олімпійський кваліфікаційний турнір з боротьби 2004 (Софія)      | Німеччина | вільна боротьба, до 84 кг | Золото |
| Гран-прі Німеччини з боротьби 2004                               | Німеччина | вільна боротьба, до 84 кг | Бронза |
| Гран-прі Німеччини з боротьби 2005                               | Німеччина | вільна боротьба, до 84 кг | Золото |
| Чемпіонат світу з боротьби серед військовослужбовців 2005        | Німеччина | вільна боротьба, до 84 кг | Золото |
| Гран-прі Німеччини з боротьби 2006                               | Німеччина | вільна боротьба, до 84 кг | Срібло |
| Гран-прі Німеччини з боротьби 2007                               | Німеччина | вільна боротьба, до 84 кг | Бронза |
| Міжнародний меморіал Дейва Шульца 2008                           | Німеччина | вільна боротьба, до 84 кг | Срібло |
| Гран-прі Німеччини з боротьби 2008                               | Німеччина | вільна боротьба, до 84 кг | Золото |
| Гран-прі Німеччини з боротьби 2009                               | Німеччина | вільна боротьба, до 84 кг | Срібло |
| Гран-прі Німеччини з боротьби 2010                               | Німеччина | вільна боротьба, до 84 кг | Золото |
| Гран-прі Іспанії з боротьби 2011                                 | Німеччина | вільна боротьба, до 84 кг | Бронза |
| Меморіал Вацлава Циолковського 2011                              | Німеччина | вільна боротьба, до 84 кг | 18     |
| Київський Міжнародний турнір з боротьби 2012                     | Німеччина | вільна боротьба, до 84 кг | Бронза |
| Олімпійський кваліфікаційний турнір з боротьби 2012 (Гельсінкі)  | Німеччина | вільна боротьба, до 84 кг | 17     |

### Виступи на змаганнях молодших вікових груп
| Змагання                                       | Збірна  | Вагова категорія          | Місце  |
| ---------------------------------------------- | ------- | ------------------------- | ------ |
| Чемпіонат Європи з боротьби серед юніорів 1993 | Грузія  | вільна боротьба, до 68 кг | Срібло |
| Чемпіонат Європи з боротьби серед молоді 1994  | Грузія  | вільна боротьба, до 74 кг | 4      |
| Чемпіонат світу з боротьби серед молоді 1995   | Україна | вільна боротьба, до 82 кг | Срібло |